# Bayarjargal Agvaantseren
Pour les articles homonymes, voir Agvaantseren.

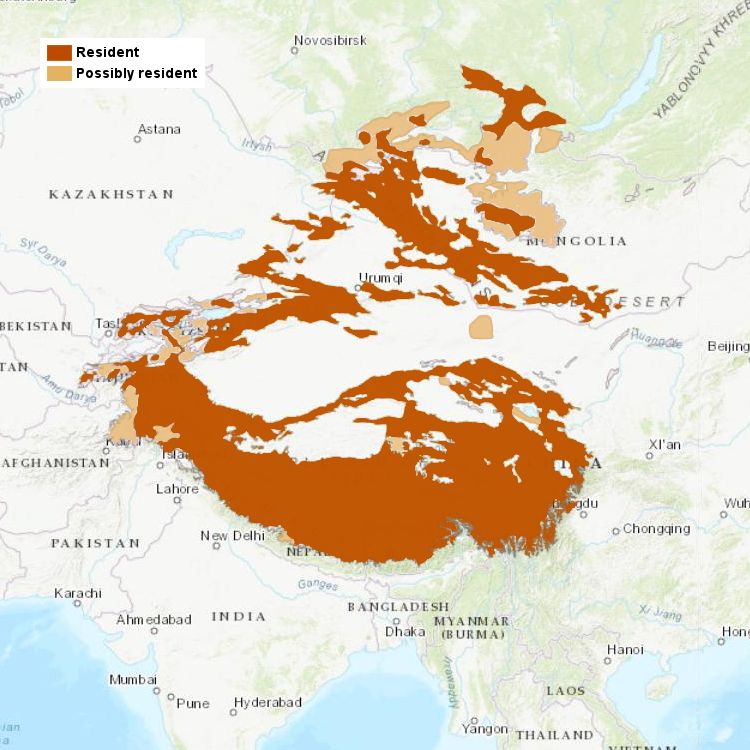
Habitats du léopard des neiges

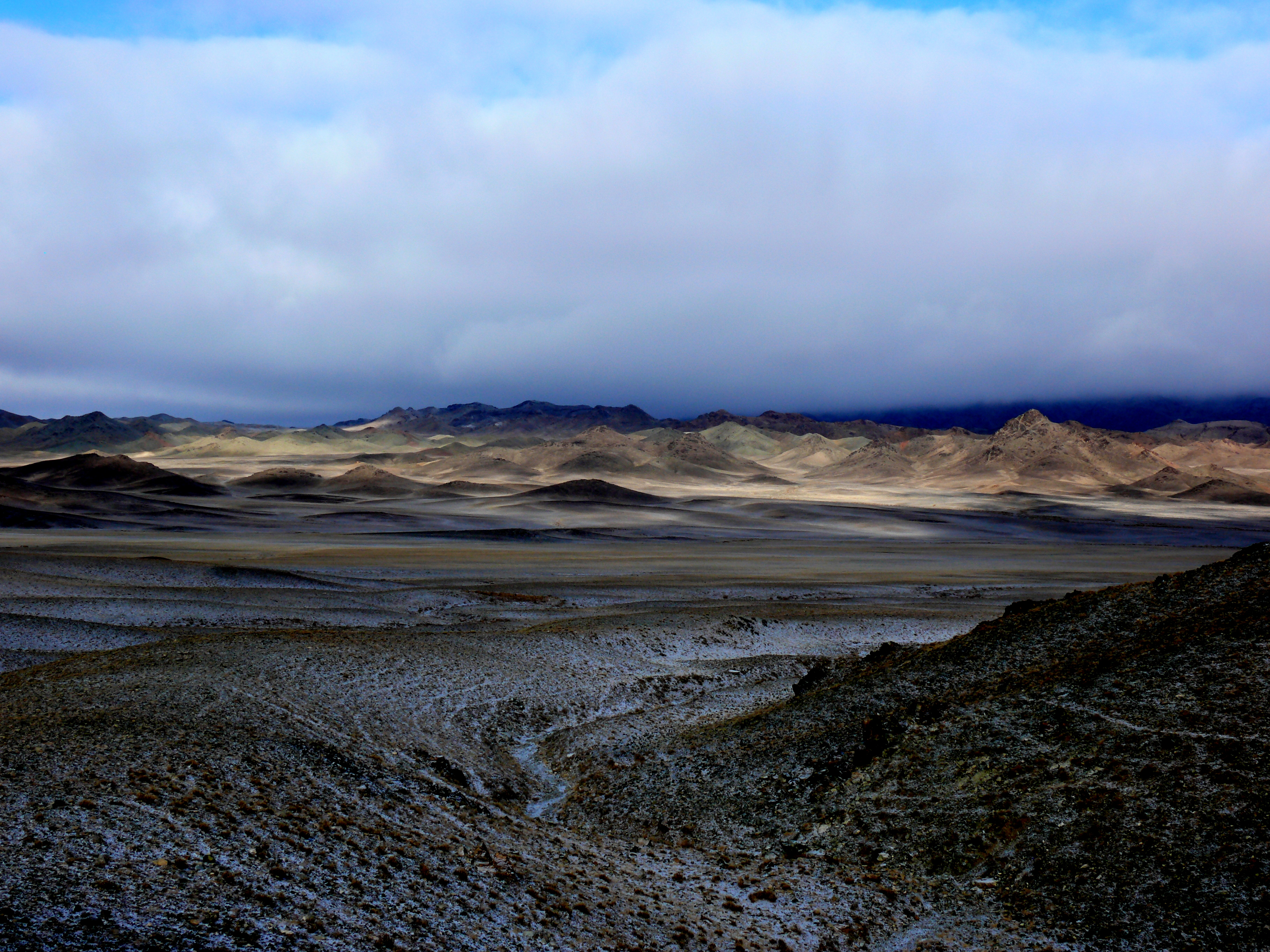
Paysage de la réserve naturelle de Tost

Bayarjargal (Bayara) Agvaantseren (née en 1969) est une écologiste mongole qui a fait campagne pour sauver l'habitat du léopard des neiges dans une zone du sud du désert de Gobi qui est devenue une plaque tournante minière majeure. Grâce à ses efforts, la réserve naturelle de Tost Tosonbumba (8163 km2) a été créée et les autorités ont annulé 37 licences d'exploitation minière. En 2019, elle a reçu le prix Goldman pour l'environnement,,.

## Biographie
Née le 11 janvier 1969 à Rashaant, dans la province de Khövsgöl, Bayarjargal Agvaantseren a travaillé à partir du début des années 90 comme professeure de langue et traductrice spécialisée en anglais et en russe. En 1997, intéressée par l'environnement local, elle a passé l'été à traduire une étude de recherche pour le Snow Leopard Trust. À partir de 1997, elle a consacré sa carrière à sauver les léopards des neiges et à aider à soutenir les familles rurales. En 1997, elle a été nommée directrice de programme pour Snow Leopard Enterprises, poste qu'elle a occupé jusqu'en 2007 lorsqu'elle a rejoint le Snow Leopard Trust en tant que directrice de programme pour la Mongolie. Consciente des difficultés rencontrées par les bergers locaux et leurs familles, elle a fondé cette année-là la Snow Leopard Conservation Foundation, une ONG conçue pour aider les femmes des zones rurales à créer et à vendre leur précieux artisanat tout en sensibilisant à la nécessité de conserver les léopards des neiges.
En 2009, réalisant que ses efforts de conservation dans la région de Tost étaient menacés par les intérêts miniers, elle a commencé à concentrer son attention sur les initiatives politiques, mobilisant la communauté locale pour faire campagne pour la protection du paysage et de ses léopards des neiges. Ses efforts se sont poursuivis année après année, conduisant finalement le Parlement mongol à désigner les montagnes de Tost comme une zone protégée par l'État en 2016, avec 80% de ses députés votant en faveur de la proposition. Désormais connue sous le nom de Réserve naturelle de Tost Tosonbumba, tous les permis d'exploitation minière de la région ont depuis été annulés.
Grâce à ses efforts pour protéger l'habitat Tost du léopard des neiges et la vie des familles locales, elle a reçu le prix Goldman pour l'environnement en avril 2019.